# Antineutron
Antineutronul este o particulă elementară neutră din punct de vedere electric, având masa egală cu cea a neutronului, dar spinul și momentul magnetic de aceeași orientare (spre deosebire de neutron, la care orientările sunt inverse).
A fost descoperit în 1956 de către Bruce Cork în cadrul Laboratorului Național Lawrence Berkeley.